# Guyanemorpha spectabilis
Guyanemorpha spectabilis (лат.) — вид мирмекофильных жужелиц подсемейства Harpalinae (триба Pseudomorphini). Южная Америка: Французская Гвиана. Длина около 13 мм, ширина — 6 мм. Тело широкое, не цилиндрическое. Основная окраска (голова, прнотум, конечности) чёрная, на надкрыльях коричневые отметины. Ротовые органы сверху видимы. Нижнечелюстные щупики состоят из 3 сегментов. Преокулярные доли развиты. Пронотум шире головы и примерно равен по ширине надкрыльям, поперечный; апикальные, латеральные и задние края переднеспинки с пучками коротких щетинок; задние углы широко округлённые. Задние крылья нормально развиты, макроптерные. Жуки найдены в июле и декабре, в низинных тропических лесах, предположительно, как и другие члены трибы, в сожительстве с древесными муравьями, такими как Azteca. Обладает сходством с родами Notopseudomorpha (Baehr) и Yasunimorpha  Erwin & Geraci.